# Lord Ahriman
Lord Ahriman, el nom del qual està derivat del nom persa Ahriman (novembre de 1972), és un músic i compositor suec, més conegut per ser l'únic membre original de la banda de Black metal Dark Funeral, creada per ell i Blackmoon. També és el guitarrista de la banda Wolfen Society.

## Biografia
Mikael Svanberg neix en un petit poble a Estocolm en el nord de Suècia interessant-se molt en la música des que era un nen. Ha citat en diverses entrevistes a persones com la seva mare, el seu pare, la seva germana més petita i la seva àvia com a part de les persones en les quals ell s'inspirava en escriure cançons quan era un noi l'any 1989 i 1990. També era molt apassionat del satanisme sent també un partidari de la música extrema (quan tenia 18 anys es va anar a Estocolm per poder anar a veure bandes com Deicide i Entombed que es convertirien en grans influències per a ell).
Des que va crear Dark Funeral els seus anteriors projectes se centraven més en el death metal ja que considera a Dark Funeral com una banda de black metal..També ha participat en altres projectes com la seva banda de death metal Satan's Disciples i la seva altra banda de death metal Wolfen Society amb el qual va realitzar el seu primer MCD en el 2001 anomenat Conquer Divine amb la discogràfica No Fashion Records que segons ells els van estafar.

## Discografia

### Dark Funeral

#### Àlbums d'estudi
- Where Shadows Forever Reign (2016)
- Angelus Exuro pro Eternus (2009)
- Attera Totus Sanctus (2005)
- Diabolis Interium (2001)
- Teach Children To Worship Satan (2000)
- Vobiscum Satanás (1998)
- The Secrets of the Black Arts (1996)
- S/T (1994)

#### Compilacions i en viu
- In The Sign… [Compilation] - (2000)
- De Profundis Clamavi Ad Et Domini [Live] - (2004)

#### DVD
- Attera Orbis Terrarum Pt.1 (2007)
- Attera Orbis Terrarum Pt.2 (2008)

#### Donem
- Dark Funeral (MCD) [Demo] - (1994)

### Wolfen Society
- Conquer Divine - (2001)

### Aparicions especials
- The Electric Hellfire Club - Electronomicon (2002)
- Thookian Vortex - Track: Into The Nagual [co-writing] (2007)